# Trichospilus pupivorus
Trichospilus pupivorus is een vliesvleugelig insect uit de familie Eulophidae. De wetenschappelijke naam is voor het eerst geldig gepubliceerd in 1930 door Ferrière.